# チャド

チャド共和国
République du Tchad （フランス語）
جمهوريّة تشاد （アラビア語）

国の標語：Unité - Travail - Progrès
（フランス語: 統一 - 労働 - 進歩）
国歌：La Tchadienne（フランス語）
チャドの歌

チャド共和国（チャドきょうわこく、フランス語: République du Tchad 発音: [tʃa(d)]、アラビア語: جمهوريّة تشاد）、通称チャドは、アフリカ大陸中央部（西アフリカ東部）に位置する内陸国。首都はンジャメナである。国土は東はスーダン、南は中央アフリカ、南西はカメルーンとナイジェリア、西はニジェール、北はリビアに接している。

## 国名
正式名称はフランス語で République du Tchad（レピュブリク・デュ・チャド）。通称 Tchad （チャド）。アラビア語で جمهورية تشاد （Jumhūriyyat Tshād）。
公式の英語表記は Republic of Chad（リパブリック・オヴ・チャド）。通称 Chad （チャド）。日本語の表記はチャド共和国、通称チャド。国名の由来は、アフリカ大陸中央部の湖のチャド湖にちなんでいる。チャドは現地語で「大きな水域」という意味がある。

## 歴史

### 独立前
チャド地方に最初に成立した広域帝国は、9世紀ごろにチャド湖北東部のカネム地方に建国されたカネム王国である。カネム王国はサハラ交易を基盤とする国家で、南方から入手した象牙や奴隷などを主に輸出していた。11世紀にはイスラム教を受け入れたが、14世紀に本拠地を奪われ、チャド湖南西岸のボルヌ地方に遷都した（ボルヌ帝国）。しかし、16世紀後半にイドリス・アローマ王が現れてカネム地方を回復し、19世紀に至るまでチャド盆地の主導勢力であり続けた。この2王国は連続性があるため、総称してカネム・ボルヌ帝国と呼ばれる。チャド湖沿岸地域を本拠としたカネム・ボルヌ帝国に対し、その西には17世紀以降ワダイ王国が、シャリ川中流域にはバギルミ王国が存在し、その他に幾つかの小王国が存在していた。
アフリカ分割が進行していた1900年にはフランスがこの地を占領し、フランス領赤道アフリカの一部とした。植民地時代にはフランス人によって落花生や綿花といった商品作物のほか、湿地帯での栽培に向くコメなどの作物が新たに持ち込まれた。1958年にはフランス共同体のもとで自治政府が設立され、1960年にフランソワ・トンバルバイが主導して独立を達成した。

### 独立後
1960年に独立後、トンバルバイは与党チャド進歩党による一党制を取り、他の政党を禁止して独裁体制を敷いた。しかしトンバルバイは政権基盤のある南部のキリスト教徒を重視したため、北部のイスラム教徒が反発し、1965年末には内戦が勃発した。この反乱は北部のアオゾウ地帯の領土問題を抱えるリビア政府が支援していた。1975年にはフェリックス・マルームがクーデターを起こしてトンバルバイ政権を打倒したものの、政府が人口の多い南部を重視する姿勢に変わりはなく、北部の反政府軍との対立は続いた。ただ、反政府軍内でもグクーニ・ウェディ派とイッセン・ハブレ派の対立が激化しており、1978年にはマルーム大統領はハブレ派との和解を行い政府内に取り込んだものの、1979年にはこの同盟は瓦解し、結局はハブレ派が首都を制圧して、マルームは亡命した。
首都を制圧したハブレはグクーニ派との北部連合政権を樹立した。グクーニが大統領に就任したものの、翌1980年には対立が激化して戦闘が始まり、年末にはリビアの支援を得たグクーニ派が首都を制圧した。しかしリビア軍はグクーニとの対立から1981年11月に撤退し、主戦力を失ったグクーニ政権は1982年6月に崩壊してハブレが首都を制圧した。しかしグクーニ派は再度リビアの支援をとりつけ、1983年に北部に侵攻、北緯16度線以北の砂漠地帯を制圧した。この対立は1986年末に起きた、いわゆる「トヨタ戦争」によってチャド側が大きく優位に立ち、1988年には停戦が成立した。

### デビ政権
ハブレ政権は内戦を終結させたものの、1990年にやはり北部出身のイドリス・デビのクーデターによって崩壊した。デビは政権を安定させると民政移管と複数政党制導入の意向を示し、2度の延期の後1996年に大統領選が行われてデビが当選した。デビ政権は複数政党制を導入はしたものの、その政権運営は独裁的で、2004年5月には大統領の再選回数制限を撤廃するなどさらに独裁的傾向を強めていった。そうした中、2005年には東部で反政府軍が蜂起し、チャドは再び内戦に突入した。
2006年4月13日、反政府勢力en:United Front for Democratic Change（FUC）がスーダンから進発し、首都ンジャメナに侵攻（en:Battle of N'Djamena (2006)）。チャド・スーダン両政府間の関係は極度に悪化し、反政府勢力の首都侵攻にスーダン政府の支援があったと非難するチャド側に対し、スーダン側はダルフール紛争へのチャド側の介入を非難した。5月3日には和解協定が締結されたものの、2008年1月28日、FUCを含む反政府勢力・民主主義・開発発展連合（UFDD）がスーダン国内の基地を進発し、2月2日には首都ンジャメナに侵攻した（en:Battle of N'Djamena (2008)）。一時は反政府軍が首都の大部分を制圧し、外国人の国外退避が行われたが、3日には政府軍の反撃で首都の支配権を回復した。5月11日にはスーダンとチャドが断交し、6月にもチャド東部において反政府軍との激しい戦闘が起きた。2010年2月にはチャド・スーダン間で和解が成立した。
内戦は鎮静化したものの、イスラム過激派組織のボコ・ハラムが近隣諸国で活動を活発化させるようになり、2015年2月にはチャド国内に初めて襲撃をかけ、6月には首都ンジャメナで連続自爆テロが起き120人以上が死亡するなど、治安が大きく悪化した。
北隣のリビアを拠点とする「チャド変革友愛戦線」（FACT）も政権奪取をめざして軍事活動を行っており、2021年4月の大統領選挙に合わせて大規模な軍事攻勢を開始した。チャド軍も反撃する中、イドリス・デビ大統領は、その戦闘を視察中に負傷して死亡。FACT側は攻勢を強め、一時はカネム州を「解放した」と主張したが、チャド軍は2021年5月9日、捕虜156人を報道機関に公開して勝利宣言を行った。

## 政治

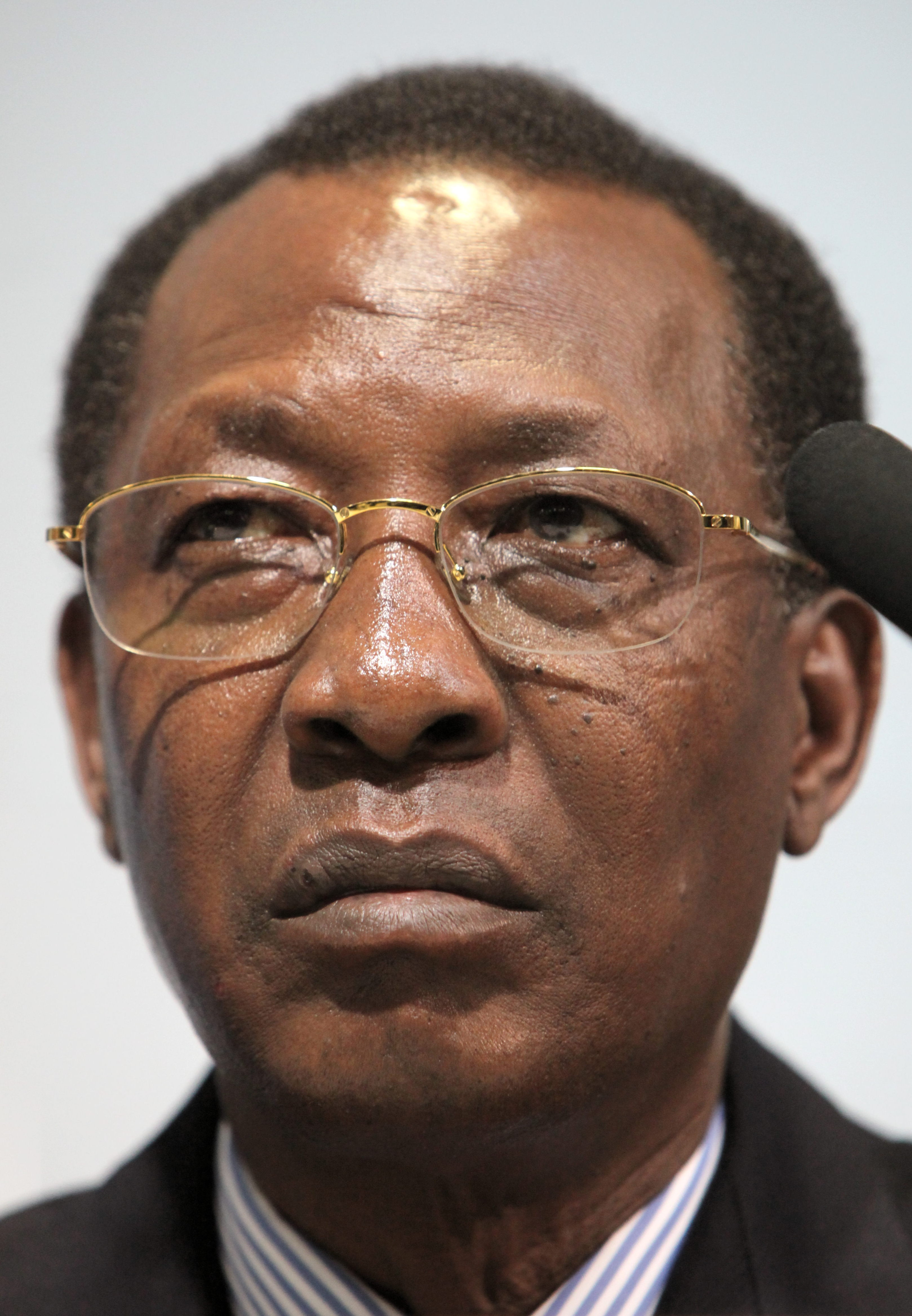
第7代大統領イドリス・デビ。彼の政権では国際選挙監視団から不正選挙を何度も指摘されている。

チャドは共和制を取る立憲国家である。最後に承認された2018年憲法は2018年4月30日に承認されたものである。チャドはガバナンス（統治能力）の低さと政府の腐敗のひどさで知られており、2018年度のトランスペアレンシー・インターナショナルによる腐敗認識指数（CPI）は20.0であり、140カ国中でワースト4位（136位）となっている。2021年4月20日に6選が発表されたばかりのイドリス・デビ大統領が北部における内戦の視察中に負傷し死亡したため、彼の息子であるマハマト・デビ（モハマト・デビとも、暫定大統領）が率いる軍事評議会が18カ月の間、統治を行うこととされた。その後、軍事政権の統治期間は2022年10月1日に2年間延長が決議されている。なお2018年憲法は2021年4月に軍事評議会によって事実上無効化され、2023年12月17日に執行された国民投票で新憲法が承認された。2024年5月6日に執行された大統領選挙の結果、マハマト・デビが正式に大統領に就任した。

### 元首
国家元首である大統領は、国民の直接選挙により選出される。1996年憲法では任期は5年だったが、2018年憲法によって6年に延長された。また、1996年憲法では2期までの再選制限が存在したが、2004年にいったん撤廃され、2018年の新憲法によって再び再選制限が導入され、再選1回（連続2期）までと定められた。これらの再選制限をめぐる動きは事実上、現職大統領の任期を継続させるためのものと見做されている。

### 行政
1996年憲法ではチャドの首相は大統領により任命されることとなっていたが、2018年憲法によって廃止された。2021年に発足したマハマト・デビ暫定政権下では役職が復活した。

### 立法
チャドの議会は二院制で、下院に相当する国民議会（188議席）、上院に相当する元老院が置かれている。国民議会議員は国民の直接選挙で選出され、任期は4年である。先述の2021年4月のデビ大統領死亡により議会は解散され、同年9月24日にマハマト・デビ議長より議員93名が指名され暫定議会が発足。2022年10月まで移行議会として機能する。元老院は2025年3月に初めて招集され、議員は69名である。
チャドは制度上は複数政党制の民主主義国家である。主要政党にはイドリス・デビ率いる愛国救済運動があり、1990年以来の長期政権を維持している。ただし、デビ政権では国際選挙監視団から不正選挙を何度も指摘されている。このこともあって野党勢力は脆弱だが、比較的有力なものに民主進歩連合、共和国連邦運動がある。

### 司法
最高司法機関は最高裁判所である。

## 国際関係

### 外交
北隣のリビアとは、国土北端のアオゾウ地帯を巡って長く対立しており、1980年代にはリビアは当時のハブレ政権と対立するグクーニ派への支援を行い、派兵されたリビア軍とチャド軍の間で軍事衝突が起こっていた。1988年に停戦が成立した後、1994年には国際司法裁判所の判決によってアオゾウ地帯はチャド領となり、国際連合アオゾウ帯監視団が派遣されてリビア軍の撤退監視を行った。
東隣のスーダンとは、2003年ごろからダルフール紛争が激化した影響により、スーダンからチャドへの難民が流入しただけでなく、チャドの反政府勢力も活発化した。これに関して、チャドはスーダンがチャドの反政府勢力を支援しているとの見解に達し、スーダンはチャドがスーダンの反政府勢力を支援しているとの見解に達したため、両国の関係が悪化した。2006年4月には、反政府軍から首都ンジャメナが攻撃を受ける事態となった。イドリス・デビ大統領は攻撃を撃退し、翌5月の総選挙で勝利し再び国内の体制固めを行ったものの、2008年1月にはウムハジェル、アティが反政府勢力の影響下となり、翌2月には再び首都のンジャメナが攻撃に晒された。その後、2010年2月に両国で和解が成立し関係は修復された。
南隣の中央アフリカには、デビ政権は介入を繰り返している。2003年にはフランソワ・ボジゼのクーデターを支援し、ボジゼ大統領との関係が悪化すると同国北部のイスラム教徒反政府勢力であるセレカと友好的な関係を築いた。2013年にセレカが政権を奪取するとミシェル・ジョトディア暫定大統領の軍事政権を支援したが、統治能力がないジョトディアが同国の治安を極度に悪化させると支援を打ち切り、2014年1月にジョトディアは辞任を余儀なくされることとなった。しかしジョトディア政権が崩壊すると、その後ろ盾となっていたチャドへの不満が爆発し、中央アフリカから多くのチャド人が脱出し、国際連合のPKOである中央アフリカ支援国際ミッションに参加していたチャド軍も撤退することとなった。
西隣のニジェール、ナイジェリア、カメルーンに対しては友好関係を築いており、2015年以降激化するボコ・ハラムのテロ活動に対しては、これら諸国での共同作戦をしばしば実施している。
なお、チャドは中華民国（台湾）の承認国だったが（1962年 - 1972年、1997年 - 2006年）、アフリカにおいて積極的な外交を進める中華人民共和国と2006年8月に復交した。そのため、中華民国とは現在断交している。
北部の国民がイスラム教徒中心であることもあり、1972年にイスラエルとは断交していた。しかし、イスラム過激派対策などからイスラエルに再接近し、2018年11月にデビがチャド指導者として初めてイスラエルを訪問した。2019年1月にはイスラエル首相ベンヤミン・ネタニヤフがンジャメナを訪れて国交回復で合意するとともに、軍事・安全保障協定を締結した。
2025年6月9日、アメリカ合衆国は安全上の理由から、チャド国民の入国を事実上禁止した。

### 日本との関係
- 在留日本人：5人（2022年6月時点）[3]
- 在日チャド人：4人（2021年6月時点）[3]

## 軍事
陸軍（地上部隊）と空軍の2つに編成されている。また、国家憲兵隊が存在する。

## 地理

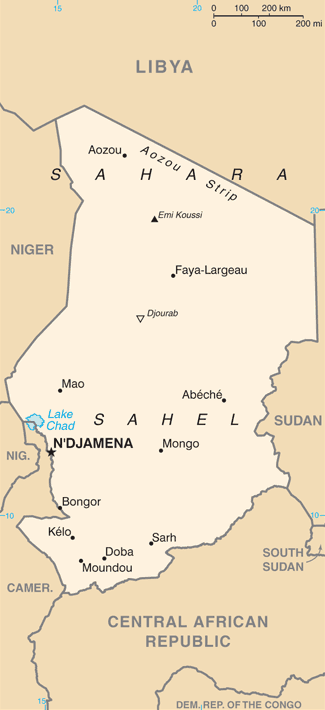
チャドの地図

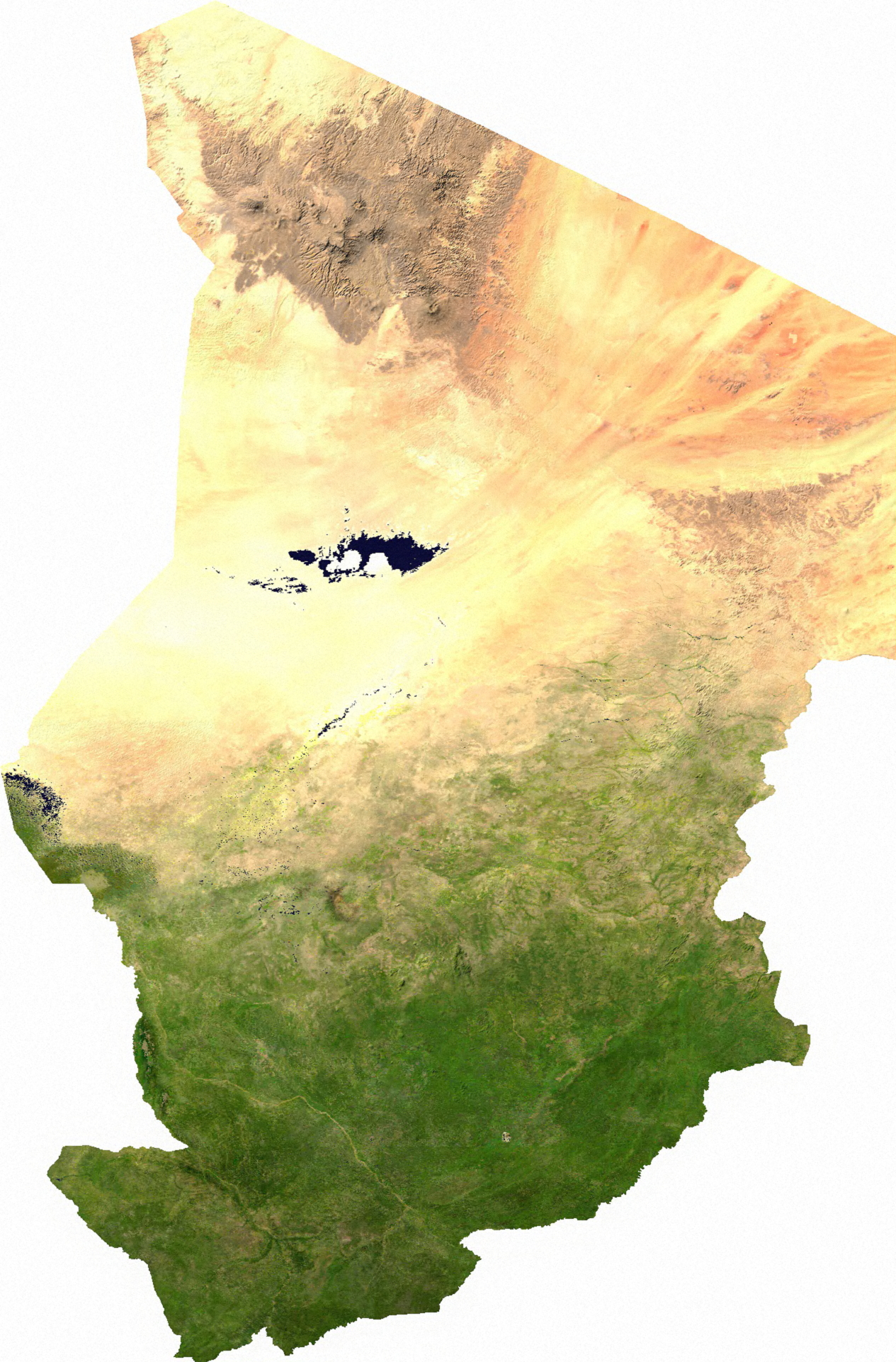
衛星画像

チャドの国土面積128万4千 km2は世界で21番目である。ペルーよりやや小さく、南アフリカ共和国より大きい。
国土の大部分をチャド盆地が占めており、特に中部は平坦な地形をしている。ただし、北部にはティベスティ山地があり、ここの楯状火山のエミクーシ山（標高3445 m）が最高標高地点である。また、東部のスーダン国境付近にもエネディ山地やワダイ山地などの山地が広がる。南部にはチャド湖へ注ぐシャリ川やその支流ロゴーヌ川が流れる。チャド湖は西端部に位置し、7千年前に33万 km2 もあった巨大な湖の名残だが、1980年代から1990年代にかけては砂漠化によって極端に縮小し、湖の存続すら危ぶまれた。その後1998年ごろから水位は回復に向かい、2003年以降はさらに回復傾向が強まった。
気候区分はほぼ緯度と対応しており、一般に北へ行くほど乾燥が酷くなる。国土の北半分は年間降水量が200mmに達しない砂漠気候（BW)であり、わずかなオアシスを除き植生はほとんど存在せず、広大なサハラ砂漠が広がっている。中部は年間降水量が200mmから600mm程度のステップ気候（BS)であり、乾燥した草原が広がるサヘル地帯となっている。首都ンジャメナもこの地域に位置し、年間降水量は528mmとなっている。南部は降水量が600mmから1500mm程度のサバナ気候（Aw)であり、湿潤草原と灌木からなるサバナが広がる。

### 野生動物
2023年、チャド中部、カメルーンとの国境近くにあるセナオウラ国立公園では、絶滅したと考えられていたライオンが約20年ぶりに確認されている。

## 地方行政区分
チャドは首都ンジャメナおよび22の州に分かれている。

### 主要都市
最大都市はチャド湖付近に位置する首都のンジャメナであり、人口は121万人（2014年）を数え、突出した大都市である。ンジャメナはシャリ川とロゴーヌ川の合流点に存在し、ここで合流したシャリ川は北上してチャド湖へと流れ込むため、交通の要所となってきた。
これに次ぐ都市は南部のムンドゥ（14万人）、サール（12万人、いずれも2010年）がある。ムンドゥはロゴーヌ川の、サールはシャリ川の、それぞれ増水期の航行上限にあたる。ムンドゥは綿花生産地域の中心地に位置し、その集散地となっている。またサールは中央アフリカへの幹線上に位置する要衝である。これに対して、北部に大きな都市は存在しない。

## 経済

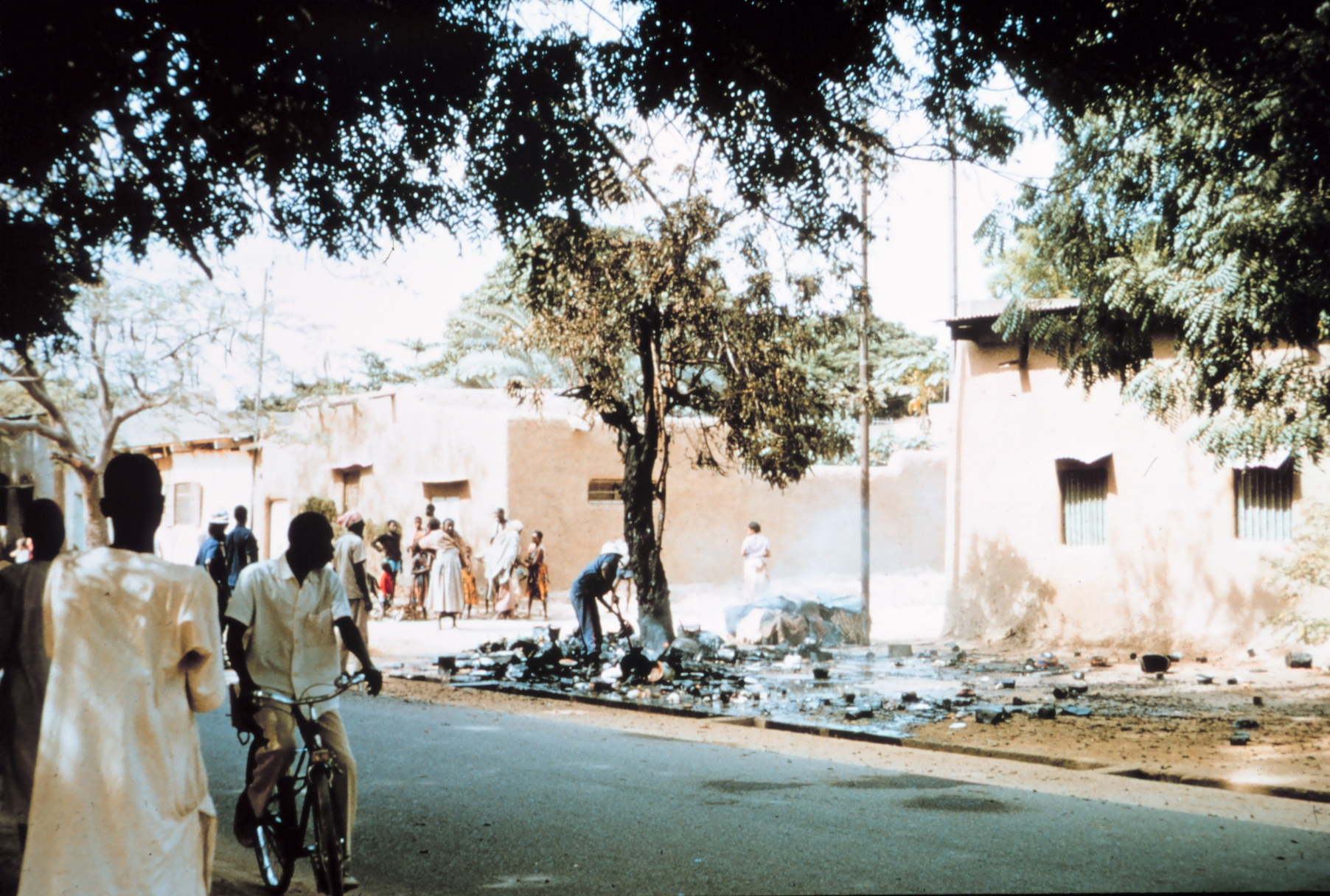
首都ンジャメナの街並み。

チャドは後発開発途上国の1つに数えられている。2000年代まで長期にわたって続いた内戦、政府の統治能力の低さや腐敗のひどさ、交通網の未整備などが主な原因であり、平和基金会の発表する失敗国家ランキングでは2019年度は171位（ワースト7位）となった。

### 農業
チャド北部は乾燥地域であり、農業は中部および南部に限られている。主に降水量の差によって、栽培作物は各地で異なっている。農耕可能限界に近いサヘル地帯においては、乾燥に強いトウジンビエが主に栽培され、農耕よりも牧畜が中心となっている。また、チャド湖の周辺においては氾濫原を利用した集約的なトウモロコシ栽培が盛んである。1980年代にチャド湖が急速に縮小すると、干上がった湖底に住民が定住するようになり、この地域では農業を中心に牧畜や漁業を組み合わせた開発が急速に進んで食料生産が増大した。一方、南部のサバンナ地帯においてはソルガムが主に栽培される。穀倉地帯となっているのは肥沃な土壌の広がるシャリ川およびロゴンヌ川の中流域であり、ここではソルガムを中心に、トウジンビエ、落花生、さらに主に湿地帯を利用するイネなどが栽培されている。南東部においてはキャッサバとソルガムの栽培が主であり、それに落花生やトウジンビエが加わる。商品作物としては南部のシャリ川以南で栽培される綿花が重要であり、原油の生産が始まるまでは輸出の70%程度を占める主力産品だった。2011年の輸出に占める割合は1.2%となっている。
一方、北部においては、砂漠地帯ではラクダ、ステップやサバンナではウシの牧畜が行われており、2011年には家畜の輸出が6.0%を占めて原油に次ぐ主力輸出商品となっていた。それらから取れる食肉や皮革も輸出されている。ただし、これらが沙漠化の進行に拍車をかけている側面もある。また、シャリ・ロゴンヌ川流域の湿地帯農業を例外として、チャドの農耕の多くは天水農業であり、降水量の変化によってしばしば旱魃が引き起こされる。

### 石油・エネルギー産業
2003年に南部のロゴン・オリエンタル州にあるドバ油田から、大西洋に面したカメルーンのクリビ港までの全長1070 km に達するパイプラインが完成した。これによって、日量10万バーレルの原油の輸出が始まった。参考までに2008年時点においてチャドの電力は、ほぼ火力発電のみに頼っている。また2011年には、チャドの輸出の86.7%は原油によって占められており、以前の綿花に変わって原油輸出が経済の生命線となっている。このため原油価格が経済に直撃する構造となっており、2016年には経済成長率は-1.1%となった。なお、ドバ油田から上がる収益は監視委員会によって管理されている。この他、アオゾウ地帯にウラン鉱脈が発見されたものの、これを巡ってリビアと紛争が発生するなどしたこともあり、開発は遅れている。

### 観光
同国随一の保護指定区であるザクマ国立公園の案内が主体となっている。

## 交通
道路はほとんど未舗装であり、場所によっては雨季に使用できなくなる。
河川舟運は、チャド湖とンジャメナの間は通年航行が可能であり、雨季にはシャリ川でンジャメナからサール、ロゴーヌ川でムンドゥまでは航行が可能となる。

### 鉄道
鉄道は2011年まで敷設されていなかったが、首都ンジャメナからスーダンとカメルーンへの2路線が計画されており、2016年2月から着工。4年後の2020年に完成予定となっている。

### 空港
空港は首都にあるンジャメナ国際空港をはじめとして国内各地に存在する。

## 国民

### 民族
住民はスーダン系の黒人が大半を占めており、200近い民族に分かれている。チャドの民族は、宗教によって北部・中部のムスリム（イスラム教徒）系の民族と、南部のキリスト教徒やアニミスト中心の民族に大きく分けられる。チャドは南北の民族対立の激しい国家であるが、いわゆる「南部の民族」の居住する地域は地理的な南部よりもはるかに狭く、シャリ川以南の国土南西部に限られ、それ以外の地域は「北部の民族」の居住地域とされる。
最大民族は南部の農耕民であるサラ人であり、人口の27.7%（1993年）を占める。南部の民族には他にムンダン人などが属し、全人口の半分弱を占めている。北部系の民族で最も大きなものは主に中部に住む牧畜民であるバッガーラ人などのアラブ系民族であり、人口の12.3%（1993年）を占める。このほか北部の民族としては、サハラ砂漠に住む遊牧民のトゥーブゥー人（ダザ人やテダ人が属する）や、東部に主に居住するザガワ人、そのほかハウサ人やフルベ人、カネンブ人、マバ人などが存在する。

### 言語
フランス語とアラビア語を公用語としている。その他の言語として南部のサラ諸語に属するンガムバイ語や、別系統のムンダン語、北部のトゥーブゥー語（Toubou）に属するテダ語やダザガ語、チャド湖周辺のカヌリ語や中部のアラビア語チャド方言、カネンブ語、マバ語など120以上の言葉が使われている。

### 宗教
宗教はイスラームが57%、キリスト教や伝統信仰が43%（2005年）である。国土の大部分がイスラム教徒の多数派地域であり、キリスト教徒は南西部に集住するが、この地域は雨量が多いため人口密度が高く、人口比としてはそれほどの差はない。

### 教育
識字率は男35.4%、女18.2%（2021年推定）。

### 保健
妊娠出産による死亡率が6.49%と世界で一番高い。

## 治安
2010年代後半、リビアや中央アフリカ、スーダンなど周辺の紛争地帯から銃器が流入するようになり、治安が悪化している。ワダイ州などの地方部では、しばしば死者を出す規模の武力衝突が起きている。また、2015年ごろからはボコ・ハラムの襲撃がチャドでも起きるようになり、同年6月には首都ンジャメナで連続自爆テロが起き、120人以上が死亡するなど、テロが散発的に発生するようになった。その後もこうしたテロは継続しており、2019年6月にもボコ・ハラムの攻撃でチャド軍兵士11人が死亡した。
一方で、内戦の続くリビア（2014年リビア内戦）やスーダン（ダルフール紛争）、中央アフリカ共和国と比較するとチャドの情勢はまだ安定しているため、これらの国々から多くの難民が押し寄せ、国境付近の難民キャンプで生活している。2016年には、世界10位となる36万9500人の国外難民がチャド国内で生活していた。2016年末には、中央アフリカからの7万人の難民がチャドに逃れてきていた。

### 人権
トランスペアレンシー・インターナショナルは、チャドを「世界で最も腐敗した国」の1つとしてランク付けしている。2007年時点においては、腐敗認識指数において10点満点中1.8点となっている（10点が指数で最も少ない）。

## 文化

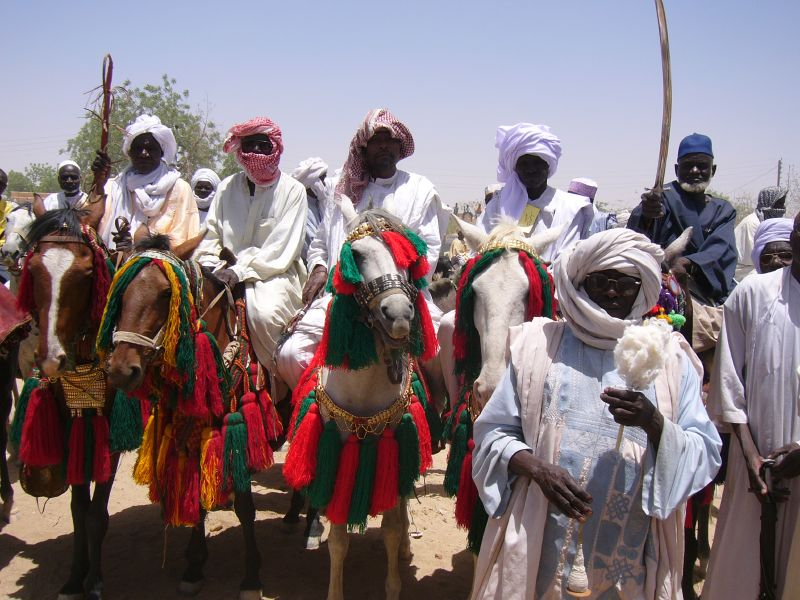
伝統的な装束を纏った人々

### 食文化
米やキスラと呼ばれるパン、インジェラが主食となっている。一般的に消費される穀物にはキビやソルガム、野菜にはオクラとキャッサバが挙げられる。また、肉類をはじめ、魚の燻製や塩漬けが食されており、他にも昆虫食の文化が確認されている。

### 文学
チャドは文学における著名人をそれほど輩出していないが、劇作家であるババ・ムスタファ、政治家でありながら作家として活動したアントワン・バンギやジョセフ・ブラヒム・セイド、詩人・小説家の活動の傍らで大学講師を務めるクールシー・ラムコら実力派文芸家の存在が知られている。

### 音楽
チャドの音楽には弓形ハープのキンデ、錫製のロングホルンのカカキ、ヒョウタンでできた弦楽器のフフなど、多くの楽器が使用される。民族によっても違いがあり、サラ族は笛やバラフォン（木琴）、ハープ、コジョ（太鼓）を多用し、カネンブ族は太鼓とフルートのような楽器を一緒に演奏する。
チャドの現代的な音楽シーンは、1964年の音楽グループ「シャリ・ジャズ」の結成によりはじまった。その後、アフリカン・メロディやインターナショナル・シャラルといった有名なグループが現代性と伝統の融合を目指したが、保守的な国民性もあり、長らく成功しなかった。1995年になってようやく脚光を浴び、チャドのアーティストのCDやオーディオカセットがヒットした。しかし、アーティストの権利が十分に保護されているとはいいがたく、海賊版の流通など、国内の音楽産業はなお課題を抱えている。

### 映画
チャドの映画産業は、1960年代にエドゥアール・サリーの短編映画で発展をはじめたが、内戦と映画館の数が少ないことによって停滞を余儀なくされた。今日でも、国内には映画館が一か所（ンジャメナのノルマンディー映画館）しかない。それでも、1990年代にはマハマト＝サレ・ハルーン、イッサ・セルジュ・クロ、アバカール・シェーヌ・マッサールといった映画監督が出て、長編映画業界が再び成長した。ハルーンの作品『僕らの父さん』は高く評価され、また Daratt は第63回ヴェネツィア国際映画祭の審査員特別賞を受賞した。2010年には、長編『終わりなき叫び』で第63回カンヌ国際映画祭審査員賞を受賞している。チャドの監督がカンヌ国際映画祭で賞を獲得したのは、これがはじめてであった。イッサ・セルジュ・クロは、 Daresalam や DP75: Tartina City といった作品を監督している。

### 世界遺産
チャド国内にはユネスコの世界遺産リストに登録された自然遺産が1件、複合遺産が1件存在する。自然遺産であるウニアンガ湖群はサハラ砂漠の中央部、北部のティベスティ山地西部からエネディ地方東部にかけて存在する湖沼群であり、2012年に登録された。エネディ山地の自然的・文化的景観も同じくサハラ砂漠の中に存在し、2016年に世界遺産に登録されている。

### 祝祭日
| 日付     | 日本語表記   | 現地語表記 | 備考 |
| -------- | ------------ | ---------- | ---- |
| 1月1日   | 元日         |            |      |
| 3月8日   | 国際女性デー |            |      |
| 4月13日  | 国民デー     |            |      |
| 5月1日   | メーデー     |            |      |
| 5月13日  | アフリカの日 |            |      |
| 8月11日  | 独立記念日   |            |      |
| 11月28日 | 共和国の日   |            |      |

### スポーツ
サッカー
チャド国内でも他のアフリカ諸国同様に、サッカーが圧倒的に1番人気のスポーツとなっている。1988年にサッカーリーグのチャド・プレミアリーグが創設され、ルネッサンスFCが6連覇を含むリーグ最多7度の優勝を達成している。チャドサッカー連盟によって構成されるサッカーチャド代表は、FIFAワールドカップおよびアフリカネイションズカップへの出場歴はない。